# چمن چهارپر
چمن چهارپر، علف چهارپر (نام علمی: Tetrapogon) نام یک سرده از تیره گندمیان است.

## گونه‌ها
- Tetrapogon bidentatus
- Tetrapogon cenchriformis
- Tetrapogon ferrugineus
- Tetrapogon tenellus
- Tetrapogon villosus